# Macrochaetus subquadratus
Macrochaetus subquadratus är en hjuldjursart som först beskrevs av Perty 1850.  Macrochaetus subquadratus ingår i släktet Macrochaetus och familjen Trichotriidae. Arten är reproducerande i Sverige. Inga underarter finns listade i Catalogue of Life.